# Elżbieta Drużbacka

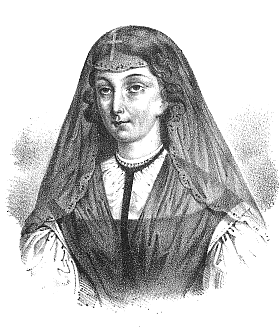
Elżbieta Drużbacka

Elżbieta Drużbacka (geborene Kowalska, zwischen 1695 und 1699; gestorben am 14. März 1765 in Tarnów) war eine polnische Dichterin des Spätbarock.

## Leben
Die meisten biografischen Daten über Elżbieta Drużbacka sind nur aus ihren zahlreichen Briefen bekannt. Sie wurde in der Adelsfamilie Kowalski geboren. In ihrer Jugend blieb sie lange Zeit am Hof von Elżbieta Sieniawska, geborene Lubomirski, Ehefrau von Adam Mikołaj Sieniawski, Krakauer Castellan und Großhetman der polnischen Krone. Dort erhielt sie eine gründliche Ausbildung und lernte wahrscheinlich ihren zukünftigen Ehemann Kazimierz Drużbacki kennen, einen jüdischen Schatzmeister, den sie um 1720 heiratete.
Die Familie Drużbacki hatte zwei Töchter: Marianna, Frau von Wojciech Wiesiołowski und Anna. Nach dem Tod ihres Mannes im Jahr 1740 wurde Elżbieta Drużbacka Haushälterin ihrer Tochter, später lebte sie bei den Adelsgeschlechtern von Czartoryski, Lubomirski, Krasicki und schließlich Sanguszko. Nach dem Tod ihrer älteren Tochter und sechs Enkelkindern im Jahr 1760 ließ sie sich im Kloster der Bernhardinerinnen in Tarnów nieder, das von Prinz Paweł Karol Sanguszko und seiner Frau Barbara Urszula Sanguszkowa, geborene Dunin, gestiftet wurde und wo sie am 14. März 1765 starb.

## Werk
Die Werke von Elżbieta Drużbacka erreichten die Leser zunächst nur in Abschriften. 1752 veröffentlichten die Brüder Załuski, die Bischöfe Józef Andrzej und Andrzej Stanisław, die Gründer der Załuski-Bibliothek, einen Band mit dem Titel Zbiór rymów duchownych, panegirycznych, moralnych i światowych... (dt. Eine Sammlung von geistlichen, panegyrischen, moralischen und weltlichen Reimen ...), mit drei Gedichten, einschließlich der bekanntesten Beschreibung der vier Jahreszeiten, des Opisanie czterech części roku, dem ersten polnischen beschreibenden Gedicht, dem fantastischen Roman Fabuła o książęciu Adolfie (dt. Die Geschichte von Prinz Adolf), sowie kleine Gedichte und allegorische Erzählungen. Es war die einzige Ausgabe der Werke von Elżbieta Drużbacka, die zu ihren Lebzeiten erschien. Im Jahr 1769 wurde Historię chrześcijańską księżnej Elefantyny Eufraty (dt. Christliche Geschichte von Prinzessin Elefantine Euphrat) veröffentlicht, sowie weitere einzelne Werke in Gedichtsammlungen und Magazinen.
Die in der Krasiński-Bibliothek aufbewahrten Manuskripte der Dichterin wurden während des Warschauer Aufstands zerstört.
Die Arbeit von Elżbieta Drużbacka wurde von Udalryk Krzysztof Radziwiłł, Ignacy Krasicki und Hugo Kołłątaj hoch geschätzt. Sie zeichnete sich durch eine ungewöhnliche Natürlichkeit, Einfachheit des Stils und Reinheit der Sprache aus.

## Schriften
- Dusza po wielu grzechach zabierając się do poprawy życia szuka po pustyniach S. Marii Egipcjanki, aby ją nauczyła sposobu pokuty szczerej i drogę pokazała do szczęśliwej wieczności, 1746
- Opisanie życia św. Dawida, króla izraelskiego, vor 1750, Auszüge aus Dr. Prot Sowizdrzał (W. Kubacki), Odrodzenie 1947, Nr. 34
- Święta Maria Magdalena jak wielką stała się ohydą płci białogłowskiej w grzechach swoich, tak wielką ozdobą w pokucie, stateczną w miłości Jezusa aż do śmierci krzyżowej, vor 1750
- Do tegoż J. O. Książęcia (J. J. Załuskiego) IMci na Bibliotekę publiczną warszawską, vor 1750
- Opisanie czterech części roku, vor 1750
- Fabuła o książęciu Adolfie, dziedzicu Roksolanii
- Forteca do Boga wystawiona, piącią bram zamknięta, to jest dusza ludzka z piącią zmysłami
- Snopek na polu życia ludzkiego związany
- Trzy monarchinie
- Punkta dla poprawienia zepsutych obyczajów polskich
- Pochwała lasów
- Skargi kilku dam w spólnej kompanii będących, dla jakich racyi z mężami swojemi żyć nie chcą
- Zbiór rytmów duchownych, panegirycznych, moralnych i światowych W. Imci Pani Elżbiety z Kowalskich Drużbackiej, skarbnikowy żydaczewskiej, zebrany i do druku podany przez J. Z. R. K. O. W., Warschau 1752,[3] Sammlung von Rhythmen durch Live- oder Altersgedichte des letzten geschriebenen, herausgegeben von J. A. Załuski, Bd. 1–2, nächste Ausgabe: Poetry, Bd. 1–2, Leipzig 1837, Pocket Library of Polish Classics, Bd. 30–31, (enthält alle 12 oben genannten Titel, andere kleinere Werke und moralische Elegien von U. Radziwiłł)

## Rezeption
Judy Chicago widmete Elżbieta Drużbacka eine Inschrift auf den dreieckigen Bodenfliesen des Heritage Floor ihrer Installation The Dinner Party. Die mit dem Namen Elizabeth Druzbacka beschrifteten Porzellanfliesen sind dem Platz mit dem Gedeck für Emily Dickinson zugeordnet.
Olga Tokarczuk machte Elżbieta Drużbacka zu einer Protagonistin ihres Romans „Die Jakobsbücher“ (poln. „Księgi Jakubowe“, Warschau 2014).